# یولداشوو (شهرستان فیودوروفسکی، باشقیرستان)
یولداشوو (انگلیسی: Yuldashevo, Fyodorovsky District, Republic of Bashkortostan) یک شهرک در شهرستان فیودوروفسکی استان باشقیرستان کشور روسیه است.